# Comté de Trans-Nzoia
Le comté de Trans-Nzoia (anglais : Trans-Nzoia County) (swahili : Kaunti ya Trans-Nzoia) est depuis 2010 un des 47 comtés du Kenya créés par la nouvelle Constitution. Auparavant, c'était un district, situé dans la province de la vallée du Rift et créé dès 1963.

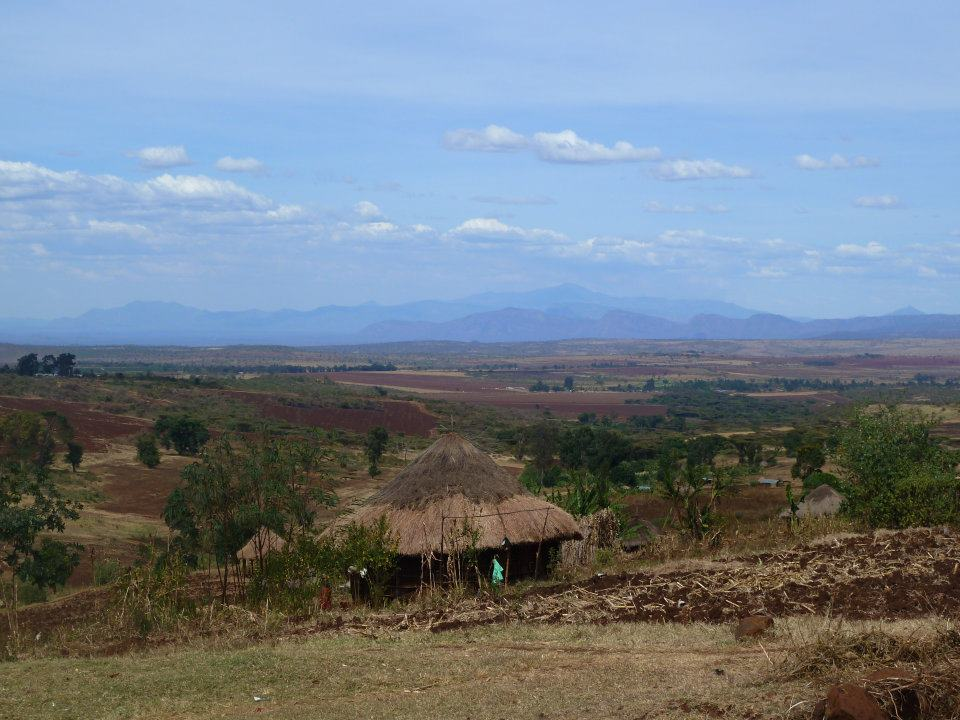
Vue de l'Ouganda depuis le village de Cherubei, Kenya

Il est situé entre la rivière Nzoia et le mont Elgon. Le chef-lieu en est Kitale. C'est la terre historique des Kalenjins. Après l'indépendance, beaucoup de fermes laissées par des fermiers blancs ont été reprises par des Kényans d'autres tribus[réf. nécessaire].
En 2009, le district fut divisé en trois pour former les districts de Cherangany, de Kwanza et de Saboti. Ces trois districts ont fusionné pour constituer le comté de Trans-Nzoia.
| Autorités locales (Concils) entre 1963 et 2009 |              |            |                    |
| Autorité                                       | Type         | Population | Population urbaine |
| Kitale                                         | Municipalité | 86 055     | 63 245             |
| Nzoia                                          | Comté        | 489 607    | 0                  |
| Total                                          | -            | 575 662    | 63 245             |

| Divisions administratives entre 1963 et 2009 |            |                    |            |
| Division                                     | Population | Population urbaine | Chef-lieu  |
| Central                                      | 147 992    | 42 884             | Kitale     |
| Cherangany                                   | 52 974     | 0                  | Cherangani |
| Endebess                                     | 61 481     | 0                  | Endebess   |
| Kaplamai                                     | 89 858     | 0                  |            |
| Kiminini                                     | 64 685     | 0                  | Kiminini   |
| Kwanza                                       | 88 727     | 0                  | Kwanza     |
| Saboti                                       | 69 945     | 0                  | Saboti     |
| Total                                        | 575 662    | 42 884             | -          |